# رودخانه والدایکا
رودخانه والدایکا (به انگلیسی: Valdayka River) رودخانه‌ای است که در روسیه جریان دارد.